# Troglohyphantes aldae
Troglohyphantes aldae là một loài nhện trong họ Linyphiidae.
Loài này thuộc chi Troglohyphantes. Troglohyphantes aldae được miêu tả năm 2001 bởi Pesarini.